# Вилхелм Албрехт Финк фон Финкенщайн
Вилхелм Албрехт Финк фон Финкенщайн (на немски: Wilhelm Albrecht Graf Finck von Finckenstein; * 11 декември 1705; † 15 април 1752) от пруската фамилия Финк Финкенщайн е граф на „Финк Финкенщайн“.
Той е вторият син на граф Албрехт Кристоф Финк фон Финкенщайн (* 17 август 1661; † 11 юли 1730, Шьонберг) и съпругата му фрайин Арнолда Шарлота фон Крайцен (* 16 май 1673; † 2 юли 1749), дъщеря на фрайхер Георг Фридрих фон Крайцен (* 3 март 1643; † 16 октомври 1709) и Елеонора Елизабет де Ла Каве (* 9 октомври 1644, Кьонигсберг, Прусия; † 18 май 1711, Кьонигсберг). Внук е на граф Ернст Кристоф Финк фон Финкенщайн-Гилгенбург (1633 – 1717) и Юлиана Шарлота Финк фон Финкенщайн (1640 – 1693), дъщеря на граф Албрехт Кристоф Финк фон Финкенщайн-Хазенберг († 1660) и Катарина Хедвиг фон Хале († 1649).
Брат е на граф Ернст Фридрих Финк фон Финкенщайн (* 16 дектември 1698; † 5 юни 1753, Шьонберг), женен на 21 април 1727 г. в Берлин за графиня Луиза Елеонора фон Дьонхоф (1712 – 1763). Сестра му Катарина Доротея Финк фон Финкенщайн (* 5 юни 1700, Шьонберг; † 15 юли 1728, Халберщат) е омъжена на 29 ноември 1720 г. в Шьонберг за граф Георг Адам III фон Шлибен (1688 – 1737), и са прародители на датския крал Кристиан IX (1818 – 1906).

## Фамилия
Вилхелм Албрехт Финк фон Финкенщайн се жени 1731 г. за Хедвиг Елизабет фон Рипен (* 1 февруари 1714; † 2 февруари 1752), дъщеря на Фридрих Вилхелм фон Рипен. Те имат децата:
- Конрад Албрехт Фридрих Финк фон Финкенщайн (* 31 май 1733; † 18 февруари 1785, Кьонигсберг), граф, женен на 23 август 1756 г. за Шарлота Амалия Агнес фон Кайзерлингк, наследничка на Бланкенау (* 28 юли 1740; † 19 февруари 1802), дъщеря на Ернст Йохан фон Кайзерлингк, наследствен господар на Бланкенау
- Амалия Вилхелмина Финк фон Финкенщайн (* 29 април 1737, Раудниц; † 7 април 1765, Лаук), омъжена на 20 юли 1753 г. в Раудниц с граф Кристоф Белгикус фон Дона-Лаук (* 20 юли 1715, Райхертсвалде; † 11 юли 1773, Шлодиен)[2]